# كازيمير ليس
كازيمير ليس (بالبولندية: Kazimierz Lis)‏ مواليد 9 أبريل 1910 في بولندا - الوفاة 15 يوليو 1998، هو لاعب كرة قدم بولندي سابق، كان يلعب في مركز الوسط. سبق له أن لعب في كأس العالم لكرة القدم مع منتخب بلاده في مونديال عام 1938.

## روابط خارجية
- كازيمير ليس على موقع الاتحاد الدولي (مؤرشف)  (الإنجليزية)
- كازيمير ليس على موقع عالم كرة القدم.نت (الإنجليزية)